# Krajkowo (powiat płoński)
Krajkowo – wieś sołecka w Polsce położona w województwie mazowieckim, w powiecie płońskim, w gminie Raciąż.
Miejscowość jest siedzibą rzymskokatolickiej parafii Świętej Trójcy w dekanacie raciąskim, diecezji płockiej.
W latach 1954–1972 wieś należała i była siedzibą władz gromady Krajkowo. W latach 1975–1998 miejscowość należała administracyjnie do województwa ciechanowskiego.